# Municipio de Freedom (condado de Hamilton)
El municipio de Freedom (en inglés: Freedom Township) es un municipio ubicado en el condado de Hamilton en el estado estadounidense de Iowa. En el año 2010 tenía una población de 247 habitantes y una densidad poblacional de 2,9 personas por km².

## Geografía
El municipio de Freedom se encuentra ubicado en las coordenadas 42°25′29″N 93°52′41″O / 42.42472, -93.87806. Según la Oficina del Censo de los Estados Unidos, el municipio tiene una superficie total de 85.11 km², de la cual 85,11 km² corresponden a tierra firme y (0 %) 0 km² es agua.

## Demografía
Según el censo de 2010, había 247 personas residiendo en el municipio de Freedom. La densidad de población era de 2,9 hab./km². De los 247 habitantes, el municipio de Freedom estaba compuesto por el 96,76 % blancos, el 0,4 % eran afroamericanos, el 1,62 % eran amerindios y el 1,21 % eran de una mezcla de razas. Del total de la población el 0,81 % eran hispanos o latinos de cualquier raza.